# كاديلاك أندرسون
كاديلاك أندرسون (بالإنجليزية: Cadillac Anderson)‏ مواليد 22 يونيو 1964 في هيوستن، هو لاعب كرة سلة أمريكي معتزل بدأ مسيرته الاحترافية في سنة 1987. تم اختياره من قبل فريق سان أنطونيو سبرز خلال الدرافت. يبلغ طوله 6 قدم 10 بوصة (2.1 م). اعتزل اللعب في 2000. أحرز خلال مسيرته في الإن بي إيه 4953 نقطة بمعدل 7.3 نقاط في المباراة الواحدة.

## المسيرة الاحترافية
لعب مع سان أنطونيو سبرز من سنة 1987 إلى 1989، ثم لعب مع ميلووكي باكز من سنة 1989 إلى 1991، ثم لعب مع بروكلين نتس في سنة 1991، ثم لعب مع دنفر ناغتس من سنة 1990 إلى 1992، ثم لعب مع يوفي كازيرتا باسكت في الدوري الإيطالي في موسم 1992–1993، ثم لعب مع ديترويت بيستونز في موسم 1993–1994، ثم لعب مع أتلانتا هوكس في موسم 1994–1995، ثم لعب مع سان أنطونيو سبرز من سنة 1995 إلى 1997، ثم لعب مع أتلانتا هوكس في موسم 1997–1998.

## روابط خارجية
- كاديلاك أندرسون على موقع إن بي أي (الإنجليزية)
- كاديلاك أندرسون على موقع سبورتس رفرنس (الإنجليزية)
- كاديلاك أندرسون على موقع كرة السلة الأوروبية.كوم (الإنجليزية)
- كاديلاك أندرسون على موقع كلية كرة السلة في سبورتس رفرنس.كوم (الإنجليزية)
- كاديلاك أندرسون على موقع ريلجم (الإنجليزية)
- كاديلاك أندرسون على موقع بروبوليرز (الإنجليزية)